# クロージングベル
クロージングベル(Closing Bell)は、ビジネスニュース放送局CNBCで放送されている経済ニュース番組。
アメリカ版はニューヨーク証券取引所などの取引が終わる午後4時をはさむ午後3時からの2時間番組(ET)。マリア・バーティロモがアンカーを務め、最初1時間はCNBCの他番組のアンカーと共に伝える。CNBC Europeのイギリス版は『European Closing Bell』。
日本の日経CNBCでは『US Closing Bell』のタイトルで英語通訳放映されている。また、同様の「大引け」前後の東京市場の動きを解説する情報番組としてはマーケットストリート『後場NOW』がある。関連は無いが以前、テレビ東京が同名の情報番組である『Closing Bell』を放送していた。